# Бенито Јаковити
Бенито Јаковити (итал. Benito Jacovitti; Термоли, 19. март 1923 — Рим, 3. децембар 1997) је био италијански стрип-уметник. Као једанаестогодишњак се уписао на Уметничку школу у Мачерати, а са 16 година је дипломирао на Уметничком институту у Фиренци.
Његови најпознатији стрип-јунаци су каубој Коко Бил (итал. Cocco Bill), гангстер Јак Виолончело (итал. Jak Mandolino) и мачевалац Зори Кид (итал. Zorry Kid). Изградио је јединствен и лако препознатљив цртачки стил са ликовима великих носева и стопала, док су табле његових стрипова препуне ситних, углавном неважних детаља и свих врста чудних предмета и животиња које је стварала његова непресушна машта.
Као творац преко 60 стрип-јунака и са објављених 150 књига стрипова, Бенито Јаковити се сматра једним од најплоднијних и најоригиналних аутора у целокупној историји стрипа.